# Goodbye (Shelter)
Pour les articles homonymes, voir Goodbye.
Chansons représentant la Serbie au Concours Eurovision de la chanson
Beauty Never Lies
(2015) In Too Deep
(2017)
Goodbye (Shelter) (en français « Adieu (abri) ») est la chanson de Sanja Vučić qui représente la Serbie au Concours Eurovision de la chanson 2016 à Stockholm. 
Le 12 mai 2016, lors de la 2de demi-finale, elle termine à la 10e place avec 105 points  et est qualifiée pour la finale le 14 mai 2016 au cours de laquelle elle termine à la 18e place avec 115 points.